# Brent Gilchrist
Brent Gilchrist (Kanada, Saskatchewan, Moose Jaw, 1967. április 3. –) profi jégkorongozó.

## Karrier
Komolyabb junior karrierjét a WHL-es Kelowna Wingsben kezdte 1983-ban és 1985-ig játszott ebben a csapatban. Az 1985-ös NHL-drafton a Montréal Canadiens választotta ki a negyedik kör 79. helyén. 1985-ben átkerült a szintén WHL-es Spokane Chiefsbe, ahol 1987-ig volt kerettag és utolsó szezonjában 46 mérkőzésen 100 pontot szerzett. Felnőtt pályafutását az AHL-es Sherbrooke Canadiensben kezdte az 1987-es rájátszásban. 1987–1988-ban csak az AHL-ben játszott majd a következő idényben hét AHL-es mérkőzés után felkerült az NHL-be a Montréal Canadiensbe, ahol 49 mérkőzésen léphetett jégre a legendás klub színeiben. Ezután 1992-ig csak a montréali csapat játékosa volt. 1992–1993-ban elcserélték az Edmonton Oilersbe, ahol 60 mérkőzésen számítottak rá majd még ebben a szezonban tovább cserélték a Minnesota North Starsba, ahol nyolc meccsen játszhatott. A következő szezonban a Minnesota North Stars átköltözött a texasi Dallasba, ahol Dallas Stars néven működött tovább. Ebben a csapatban 1997-ig játszott. 1997–2002 között a Detroit Red Wings játékosa volt és 1998-ban Stanley-kupa győztes lett a csapattal. 1998–2000 között mindössze 29 mérkőzésen szerepelhetett egy sérv műtét miatt. 2002. február 13-án visszakerült a Dallasba. 2002–2003-ban már a Nashville Predators játékosa volt de ekkor egy sérülés miatt nem tudott teljes szezont játszani és a bajnoki év végén visszavonult.